# Louis Rousselet
Louis-Théophile Marie Rousselet (Perpinyà, 15 de maig de 1845 - Vineuil, 1929) fou un escriptor, fotògraf i viatger nord-català, així com pioner de la cambra fosca. Actualment, els seus treballs fotogràfics estan molt valorats econòmicament.
Louis Rousselot va nàixer a Perpinyà el 1845. Influenciat molt jove per l'obra de l'explorador i naturalista francès Victor Jacquemont, sobretot pel llibre Voyage dans l'Inde, decidí d'embarcar-se a Marsella el 1863 per anar a l'Índia.
Va viure en aquell país de 1864 a 1870 i durant el seu llarg viatge en el país fou rebut per alguns sobirans locals. Bona part del temps el dedicà a l'Índia central (Alwar, Baroda, Agència de Bhopal, Gwalior, Udaipur i Rajasthan). Quan tornà va publicar diversos articles sobre el seu periple a la revista Le Tour du Monde. La seva col·lecció fotogràfica i el llibre de viatges L'Inde des Rajahs: Voyage Dans l'Inde Centrale (1875) que relaten la vida cortesana conegueren un gran èxit. També va fer altres fotografies de temples i monuments. Després viatjà per Europa i va col·laborar a la famosa guia Guide Joanne. Fou director del Journal de la Jeunesse i a partir de 1877 es feu càrrec de la publicació del Dictionnaire de Géographie universelle.

## Obres
- L'Inde des Rajahs (1875)

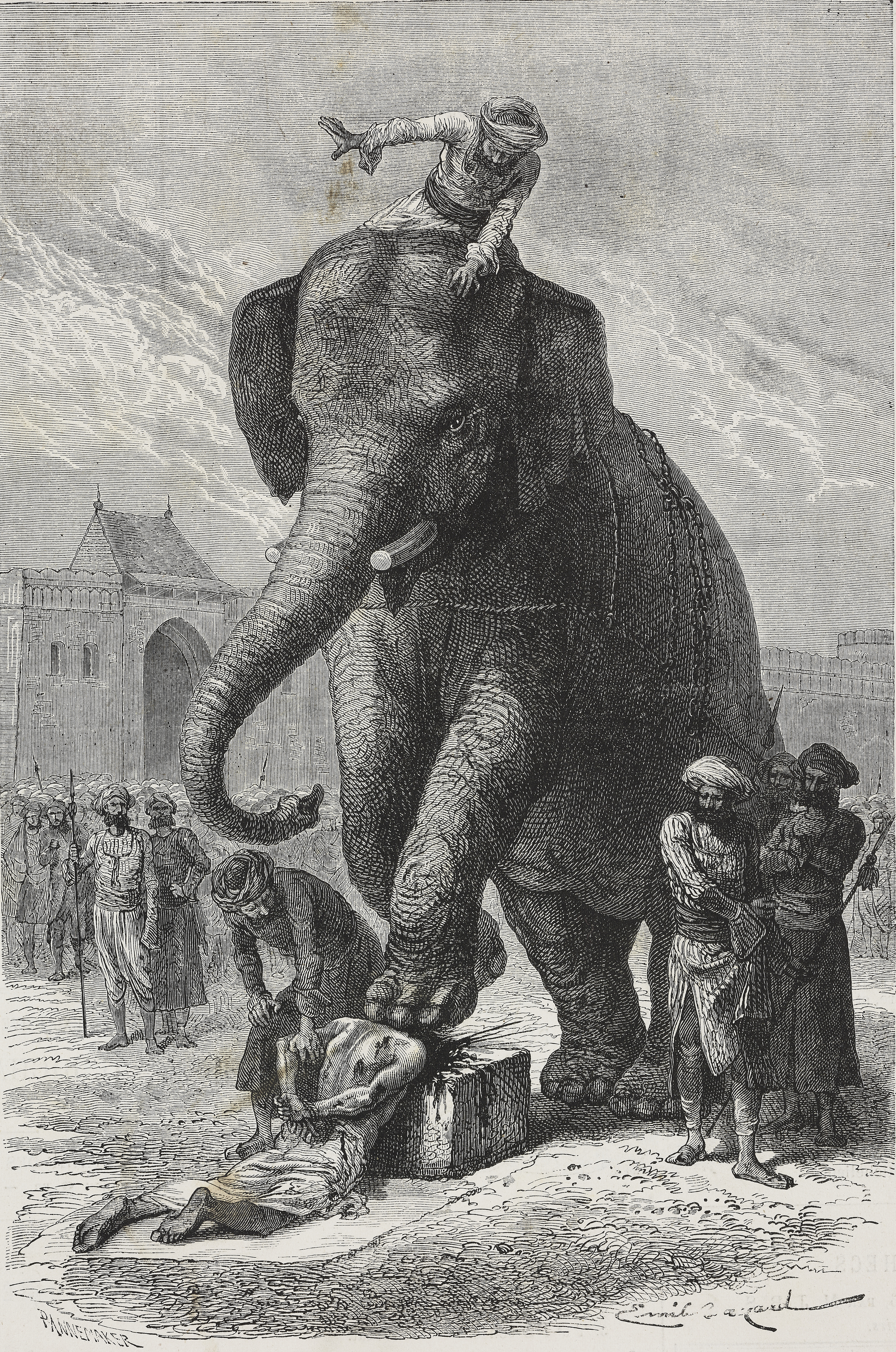
Aixafament per elefant, una execució descrita per Rousselet a Le Tour du Monde, 1868.

- Nouveau dictionnaire de géographie universelle, juntament amb Vivien de Saint-Martin
- Au vieux pays de France (1906)